# Karel Čížek (politik)
Karel Čížek (27. června 1833 Praha – 21. ledna 1894 Karlín) byl rakouský a český politik, v 70. a 80. letech 19. století poslanec Českého zemského sněmu.

## Biografie
Profesí byl politik a redaktor. Publikoval literaturu z oboru práva a obecní samosprávy. Vystudoval gymnázium a pak se roku 1857 stal úředníkem při státní vyvazovací komisi. Po jejím rozpuštění přešel na úřednické posty v samosprávě. V Hořicích zastával post výpomocného úředníka a advokátního koncipienta. V letech 1865–1875 byl okresním tajemníkem v Hořicích. Již v roce 1871 se stal čestným občanem města Hořic. V Hořicích stál mj. u vzniku zpěváckého spolku Ratibor (1862), Sokola (1865) a Měšťanské besedy (1867). V Hořicích se také oženil, a to s Marií Kubátovou, mladší sestrou spisovatelky Věnceslavy Lužické.
Od roku 1870 působil v redakci listu Pokrok, v němž vedl samosprávní přílohu Obec. V roce 1885 se stal obecním tajemníkem v Karlíně, později ředitelem obecního úřadu, přičemž ve funkci setrval až do své smrti. Byl politicky aktivní, pomáhal organizovat táborové hnutí, byl dokonce odsouzen na několik týdnů do vězení.
V 70. letech 19. století se zapojil krátce i do zemské politiky. V doplňovacích volbách roku 1877 byl zvolen na Český zemský sněm v kurii venkovských obcí (obvod Nové Město n. M. – Náchod – Skalice – Opočno). Patřil k staročeské straně (Národní strana). Do sněmu se vrátil po doplňovací volbě roku 1881, nyní za kurii měst (obvod Vyšehrad – Benešov – Jílové – Černý Kostelec). Nahradil zesnulého poslance Karla Ullricha.
V letech 1879–1889 byl redaktorem listu Samosprávný obzor, přispíval i do dalších periodik a vydával odborné studie.
V létě roku 1893 upadl nešťastnou náhodou v Královské oboře v Praze a zlomil si ruku. Jeho zdraví se pak zhoršovalo. V lednu 1894 se mu na procházce v centru Prahy udělalo nevolno. Došel ještě domů, kde rychle pozbyl řeči, ochrnul a následně zemřel.
Pohřben byl na Olšanských hřbitovech.